# Gouvernement Ba II
Ba I Kaba
Le gouvernement Ba II est le gouvernement de la république du Sénégal entre le 11 octobre 2023 et le 6 mars 2024. Il s'agit du neuvième gouvernement de la présidence de Macky Sall.
Le Premier ministre Amadou Ba est reconduit dans ses fonctions, il est le candidat à l'élection présidentielle de 2024 pour la coalition d'Unis par l'espoir au pouvoir. Cela fait notamment suite à la défection de Rewmi du précédent gouvernement.

## Historique

### Contexte
En avril 2023, les deux ministres Rewmi au sein du premier gouvernement Ba, Yankhoba Diatara, ministre des Sports et Aly Saleh Diop, ministre de l'Élevage, quittent le gouvernement après la candidature d'Idrissa Seck, chef du Remwi, à l'élection présidentielle de 2024. Amadou Ba reprend leurs attributions
En conséquence, le parti du Rewmi quitte la coalition d'Unis par l'espoir. À l'Assemblée, cette défection donne un hémicycle à égalité entre le gouvernement (82) et l'opposition (82), puisque la seule députée du Rewmi Mariétou Dieng ne soutient plus le gouvernement.
Le 6 octobre 2023, le président Macky Sall démet l'ensemble des ministres et annonce la composition d'un nouveau gouvernement, toujours dirigé par Amadou Ba. Ce dernier sera donc le Premier ministre sortant et candidat à l'élection présidentielle de 2024.

### Formation
Le gouvernement aurait dû être annoncé le 10 octobre 2023, cependant ce soir-là, le président Macky Sall n'avait pas encore conclu la liste définitive du gouvernement, devant maintenir un équilibre afin d'éviter des mécontents ou concurrents dissidents de la coalition au pouvoir lors de la présidentielle de 2024.
Le gouvernement est annoncé le 11 octobre au soir par le ministre secrétaire général de la présidence Oumar Samba Ba, faisant lecture du décret présidentiel de nomination des ministres.
Le gouvernement est analysé comme un jeu de chaises musicales entre les ministres sortants, avec la modification entre plusieurs ministères, mais également le renforcement de l'équipe autour d'Amadou Ba, avec 39 ministres nommés contre 38 au sein du premier gouvernement.
Sur les 38 ministres sortants, la majorité sont reconduits ou changent de portefeuille, seules 4 personnalités font leur entrée, comme le président du groupe parlementaire de la coalition au pouvoir El Hadj Oumar Youm, en tant que ministre des Forces armées.

### Coalition gouvernementale
Le gouvernement est composé des partis de la coalition d'Unis par l'espoir, soutenant l'action du président Macky Sall. Dans le détail, le parti de l'Alliance pour la République, celui de Macky Sall, obtient la majorité des portefeuilles du gouvernement, les médias analysant cela comme un « gouvernement de campagne », où le président nomme ses alliés pour préparer la candidature d'Amadou Ba en 2024. Les autres portefeuilles sont confiés aux autres partis de la coalition, c'est-à-dire l'Alliance des forces de progrès et le Parti socialiste.
Oumar Sarr est à nouveau nommé ministre, il est le président du Parti des libéraux et démocrates/And Suqali (PLD/AS), une scission du PDS. Le ministre et président du parti MPD/LIGGEEY Aliou Sow est reconduit dans ses fonctions, permettant de conserver l'alliance gouvernementale avec la coalition Convergence démocratique Bokk Gis Gis.
Le deuxième gouvernement d'Amadou Ba compte également le ralliement d'El Hadji Momar Samb, secrétaire général du parti d'extrême gauche Rassemblement des travailleurs africains - Sénégal et le président des Démocrates réformateurs/Yessal Modou Diagne Fada, un parti rallié à Macky Sall depuis 2018. À l'Assemblée, le gouvernement est toujours à égalité avec l'opposition avec 82 sièges, puisque ces deux partis n'ont aucun députés.

## Composition
- Les nouveaux ministres sont indiqués en gras, ceux ayant changé d'attributions en italique.

| Image | Fonction | Nom | Nom                        | Parti       |
| ----- | --- | --- | -------------------------- | ----------- |
|       | Premier ministre |     | Amadou Ba                  | APR         |
|       | Ministre des Forces armées |     | Omar Youm                  | APR         |
|       | Garde des Sceaux, ministre de la Justice |     | Aïssata Tall Sall          | PS          |
|       | Ministre des Affaires étrangères et des Sénégalais de l'Extérieur                                                                                   |     | Ismaïla Madior Fall        | Indép.      |
|       | Ministre de l'Intérieur |     | Sidiki Kaba                | Indép.      |
|       | Ministre des Finances et du Budget |     | Mamadou Moustapha Ba       | APR         |
|       | Ministre des Infrastructures, des Transports terrestres et du Désenclavement                                                                        |     | Mansour Faye               | APR         |
|       | Ministre de l’Agriculture, de l’Equipement rural et de la Souveraineté alimentaire                                                                  |     | Samba Ndiobène Ka          | APR         |
|       | Ministre de l’Économie, du Plan et de la Coopération                                                                                                |     | Doudou Ka                  | APR         |
|       | Ministre de l’Éducation nationale |     | Cheikh Oumar Anne          | APR         |
|       | Ministre de l'Enseignement supérieur, de la Recherche et de l'Innovation                                                                            |     | Moussa Baldé               | APR         |
|       | Ministre de la Formation professionnelle, de l’Apprentissage et de l’Insertion                                                                      |     | Mariama Sarr               | APR         |
|       | Ministre de l'Eau et de l'Assainissement |     | Serigne Mbaye Thiam        | PS          |
|       | Ministre de la Santé et de l'Action sociale |     | Marie Khemesse Ngom Ndiaye | Indép.      |
|       | Ministre de la Femme, de la Famille, du Genre et de la Protection des Enfants                                                                       |     | Fatou Diané                | Indép.      |
|       | Ministre des Mines et de la Géologie |     | Oumar Sarr                 | PLD/AS      |
|       | Ministre du Pétrole et des Énergies |     | Antoine Diome              | Indép.      |
|       | Ministre des Transports aériens et du Développement des infrastructures aéroportuaires                                                              |     | Antoine Mbengue            | APR         |
|       | Ministre de l’Environnement, du Développement durable et de la Transition écologique                                                                |     | Alioune Ndoye              | PS          |
|       | Ministre des Pêches et de l’Économie maritime |     | Papa Sagna Mbaye           | AFP         |
|       | Ministre du Travail, du Dialogue social et des Relations avec les Institutions                                                                      |     | Samba Sy                   | PIT         |
|       | Ministre de l'Urbanisme, du Logement et de l'Hygiène publique                                                                                       |     | Abdoulaye Saydou Sow       | APR         |
|       | Ministre du Commerce, de la Consommation et des Petites et moyennes entreprises Porte-parole du Gouvernement                                        |     | Abdou Karim Fofana         | APR         |
|       | Ministre du Développement industriel et des Petites et Moyennes industries                                                                          |     | Moustapha Diop             | APR         |
|       | Ministre du Développement communautaire, de la Solidarité nationale et de l'Equité sociale et territoriale                                          |     | Thérése Faye Diouf         | APR         |
|       | Ministre de la Microfinance, de l’Économie sociale et solidaire                                                                                     |     | Victorine Ndeye            | APR         |
|       | Ministre des Collectivités territoriales, de l’Aménagement et du Développement des territoires                                                      |     | Modou Diagne Fada          | LDR-Yessal  |
|       | Ministre de la Jeunesse, de l’Entrepreneuriat et de l’Emploi                                                                                        |     | Pape Malick Ndour          | APR         |
|       | Ministre des Sports |     | Lat Diop                   | APR         |
|       | Ministre du Tourisme et des Loisirs |     | Mame Mbaye Niang           | APR         |
|       | Ministre de la Culture et du Patrimoine historique                                                                                                  |     | Aliou Sow                  | MPD/LIGGEEY |
|       | Ministre de la Communication, des Télécommunications et de l’Economie numérique                                                                     |     | Moussa Bocar Thiam         | APR         |
|       | Ministre de la Fonction publique et de la Transformation du secteur public                                                                          |     | Gallo Bâ                   | APR         |
|       | Ministre de l’Artisanat et de la Transformation du secteur informel                                                                                 |     | Birame Faye                | APR         |
|       | Ministre de l’Élevage et des Productions animales                                                                                                   |     | Daouda Dia                 | APR         |
|       | Ministre déléguée auprès du ministre des Affaires étrangères et des Sénégalais de l'Extérieur, chargée des Sénégalais de l'Extérieur                |     | Annette Seck               | APR         |
|       | Ministre délégué auprès du garde des Sceaux, ministre de la Justice, chargé de la Bonne gouvernance de la Promotion des droits humains              |     | El Hadj Momar Samb         | RTA-S       |
|       | Ministre délégué auprès du ministre des Infrastructures, des Transports terrestres et du Désenclavement, chargé du développement des chemins de fer |     | Pape Amadou Ndiaye         | APR         |
|       | Ministre délégué auprès du ministre de l'Intérieur, chargé de la Sécurité de proximité et de la Protection civile                                   |     | Mamadou Saliou Sow         | APR         |
|       | Ministre délégué auprès du ministre de l’Eau et de l’Assainissement, chargé de la Prévention et de la Gestion des inondations                       |     | Issakha Diop               | Indép.      |